# Joris Goedbloed
Joris Goedbloed is een stripfiguur in het werk van Marten Toonder. Hij komt voor het eerst voor in het eerste verhaal van de strip Panda, Panda en de meesterdief, uit 1946 en wordt na enige jaren in die serie de min of meer vaste tegenspeler van het hoofdpersonage. In 1947 verschijnt hij ook in het Bommelverhaal De talisman. Uiteindelijk zal hij in vijf Bommelverhalen optreden (het verhaal Het wegwerk meegerekend).
Goedbloed is een vos. Zijn naam en de daarvan afgeleide betekenis in de zin van 'goedaardig of zachtaardig persoon' staat symbool voor zijn karakter, want in werkelijkheid is Goedbloed een meesteroplichter, gauwdief, kwade opportunist, maar geen keiharde crimineel. Hij weet precies hoe het geld 'verdiend' moet worden, en gebruikt daar vele trucs en valse namen voor, zoals "Markies van Malpertuis" en "Diorus de XIV". Joris Goedbloed is altijd uit op rijkdom; als je even niet oplet slaat hij toe. Maar hij raakt de buit net zo snel weer kwijt. Hij komt dus steeds in de problemen, maar toch komt hij ermee weg.
Goedbloed wordt verder gekenmerkt door zijn gebruik van potjeslatijn ("Per aspera ad pecunia oleo, roepen wij, latinisten, feestelijk uit, hetwelk wil zeggen, dat de ongehoorde rijkdommen ons nu in de schoot vloeien.") en vermommingen. Dat hij de naam Markies van Malpertuis gebruikt of misbruikt is een verwijzing naar Van den vos Reynaerde, van wie hij zogenaamd een afstammeling is. Vooral in het eerste Panda-verhaal zitten veel elementen uit die verhalen.

## Panda
Panda weet heel goed dat Joris Goedbloed niet te vertrouwen is. Helaas ziet Goedbloed het echter als zijn taak om Panda "op te voeden". Maar zo'n opvoeding wil Panda juist niet. De conflicten tussen de goudeerlijke Panda en oneerlijke Goedbloed zijn soms hevig, maar toch zal Goedbloed Panda nooit echt kwaad doen, en soms beschermt hij hem zelfs.

## Bommelsaga
In zijn optredens in de Bommelsaga is Heer Bommel zijn dankbaarste slachtoffer. Bommel heeft niet altijd door met wie hij te maken heeft en beloont hem zelfs voor 'bewezen diensten', waarbij heer Ollie er tevens niet voor terugschrikt hem uit handen van de politie te houden, zoals in De Unistand. In De toekomer heeft heer Bommel aan het eind van het verhaal de volle waarheid over Joris in handen en deelt die scherp mee aan de begriploze Tom Poes. 